# Estado de Warab
Warab (en inglés: Warrap, en árabe: واراب‎ Warab)  es uno de los diez estados que forman Sudán del Sur. Localizado en la antigua región de Bar el Gazal, ocupa un área de 31.027 km² y tiene una población estimada de 1.700.000 habitantes (2007). Warab es la capital del estado, aunque esta será reemplazada por Kuajok. Limita con los estados de Bar el Gazal Occidental al suroeste, Bar el Gazal del Norte al noroeste, Lagos al sureste y Unidad al este.
Warab ocupa una planicie que se eleva entre los 390 m s. n. m. en las zonas cercanas al río Nahr al Jūr que cruza el estado del noreste al oeste y otra área al sur un poco más elevada que alcanza los 540 m s. n. m. en el parque nacional del Sur. 
La ciudad más importante del estado es Tonj, también destacan las poblaciones de Gogrial, Kuajok y Thiet. Es hogar de la sub-tribu rek que es parte de la tribu dinka. 
La red vial de la zona es precaria, ya que ninguna de las carreteras están asfaltadas, las dos principales vías son la A43 que comunica Tonj con la capital de Sudán del Sur, Yuba y la carretera B38 que comunica con el norte del país.
En abril de 2010 Nyandeng Malek Deliech fue elegida como gobernadora del estado de Warab, siendo la primera mujer electa para este cargo en Sudán, la gobernadora reemplazó a Tor Deng Mawien quien ocupaba anteriormente el cargo. 

## Condados
- Gogrial del Este
- Gogrial del Oeste
- Tonj del Sur
- Tonj del Norte
- Tonj del Este
- Twic
- Twic del Oeste

- Datos: Q491138